# Mangora chacobo
Mangora chacobo là một loài nhện trong họ Araneidae.
Loài này thuộc chi Mangora. Mangora chacobo được Herbert Walter Levi miêu tả năm 2007.